# Milden (Saskatchewan)
Milden es un pueblo canadiense situado en la provincia de Saskatchewan.

## Superficie
Milden tiene una superficie de 0,96 km².

## Demografía
En 2021, tenía 153 habitantes, una densidad poblacional de 158,9 hab./km², y 111 viviendas.